# Дилан Малвани
Дилан Малвани (енгл. Dylan Mulvaney; Сан Дијего, 29. децембар 1996) америчка је инфлуенсерка. Позната је по објављивању видео-снимака о својој родној транзицији на платформи TikTok и свом акзивизму за права трансродних особа.

## Биографија
Рођена је 29. децембра 1996. у Сан Дијегу. Одрасла је у католичкој породици. Дипломирала је на Универзитету у Синсинатију.